# راه نو (ترکیه)
راه نو (به ترکی: Yeni Yol، به انگلیسی: New Path) یک حزب سیاسی در ترکیه است که توسط حزب سعادت (SP)، حزب دموکراسی و پیشرفت (DEVA) و حزب آینده (GP) با هدف ایجاد یک فراکسیون پارلمانی مشترک تأسیس شده است. رئیس این حزب، جلال ممتاز آکینجی، یکی از اعضای سابق دادگاه قانون اساسی ترکیه است. این حزب در مجلس ملی کبیر ترکیه، مجموعاً ۳۰ نماینده دارد که ۲۵ نماینده در ساختار خود و ۵ نماینده از احزاب بنیانگذار هستند. راه نو با این تعداد از نمایندگان، پنجمین گروه بزرگ مجلس را تشکیل می‌دهد.
اگرچه راه نو رسماً یک حزب سیاسی است، اما در درجۀ اول به عنوان یک گروه پارلمانی عمل می‌کند که احزاب سعادت، آینده و دموکراسی و پیشرفت را که دیدگاه‌های سیاسی متفاوتی دارند، با یکدیگر متحد می‌کند. این احزاب در عین همکاری بر سر مسائل مشترک، هویت سیاسی، ایدئولوژی‌ها و برنامه‌های منحصربه‌فرد خود را نیز حفظ می‌کنند. هدف این ساختار ایجاد یک بلوک اپوزیسیون مؤثرتر، اعمال نفوذ بیشتر بر فرآیندهای تصمیم‌گیری پارلمانی و نمایندگی بهتر بخش‌های مختلف اجتماعی است.

## اعضا
| تاریخ پیوستن                                                | حزب | حزب                        | رئیس | رئیس           | موضع سیاسی            | ایدئولوژی                                    | شمار نمایندگان در مجلس ترکیه | شمار نمایندگان در حزب راه نو |
| ----------------------------------------------------------- | --- | -------------------------- | ---- | -------------- | --------------------- | -------------------------------------------- | ---------------------------- | ---------------------------- |
| ۱۳ ژانویۀ ۲۰۲۵ (۶ ژوئیۀ ۲۰۲۳ به عنوان ائتلاف سعادت و آینده) |     | سعادت حزب سعادت            |      | محمود آریکان   | راست‌گرا               | اربکانیسم صهیونیسم‌ستیزی پارلمانتاریسم        | ۹ از ۶۰۰                     | ۸ از ۲۴                      |
| ۱۳ ژانویۀ ۲۰۲۵ (۶ ژوئیۀ ۲۰۲۳ به عنوان ائتلاف سعادت و آینده) |     | GP حزب آینده               |      | احمد داووداغلو | بین راست و راست میانه | محافظه‌کاری لیبرالیسم اقتصادی پارلمانتاریسم   | ۸ از ۶۰۰                     | ۶ از ۲۴                      |
| ۱۳ ژانویۀ ۲۰۲۵                                              |     | DEVA حزب دموکراسی و پیشرفت |      | علی باباجان    | راست میانه            | محافظه‌کاری لیبرال نئولیبرالیسم پارلمانتاریسم | ۱۲ از ۶۰۰                    | ۱۰ از ۲۴                     |